# Adir
Adir är en ort i Jordanien.   Den ligger i guvernementet Karak, i den centrala delen av landet, 90 km söder om huvudstaden Amman. Adir ligger 966 meter över havet och antalet invånare är 4 441.
Terrängen runt Adir är kuperad åt sydväst, men åt nordost är den platt. Runt Adir är det ganska glesbefolkat, med 38 invånare per kvadratkilometer. Närmaste större samhälle är Karak City, 4,3 km söder om Adir. Trakten runt Adir är ofruktbar med lite eller ingen växtlighet.